# Reserve (Wisconsin)
Reserve es un lugar designado por el censo ubicado en el condado de Sawyer en el estado estadounidense de Wisconsin. En el Censo de 2010 tenía una población de 429 habitantes y una densidad poblacional de 3,08 personas por km².

## Geografía
Reserve se encuentra ubicado en las coordenadas 45°49′23″N 91°21′55″O / 45.82306, -91.36528. Según la Oficina del Censo de los Estados Unidos, Reserve tiene una superficie total de 139.06 km², de la cual 137.29 km² corresponden a tierra firme y (1.28%) 1.77 km² es agua.

## Demografía
Según el censo de 2010, había 429 personas residiendo en Reserve. La densidad de población era de 3,08 hab./km². De los 429 habitantes, Reserve estaba compuesto por el 10.72% blancos, el 0% eran afroamericanos, el 84.85% eran amerindios, el 0% eran asiáticos, el 0% eran isleños del Pacífico, el 0% eran de otras razas y el 4.43% pertenecían a dos o más razas. Del total de la población el 0.7% eran hispanos o latinos de cualquier raza.